# IJF World Tour 2010
Il IJF World Tour 2010 è la seconda edizione del circuito dell'International Judo Federation, composto da una serie di tornei internazionali di judo.

È iniziato il 16 gennaio e si è concluso il 18 dicembre, è composto da 11 tappe in 11 stati diversi situati  in Europa, Asia, America del Sud e Africa. 
Durante questa edizione si sono volte le seguenti competizioni:
- 1 campionato del mondo
- 1 torneo World Master
- 4 Grand Slam
- 5 Grand Prix

## I tornei
| Nº | Torneo                    | Sede                           | Data              | Resoconto | Rif.   |
| -- | ------------------------- | ------------------------------ | ----------------- | --------- | ------ |
| 1  | World Masters             | Corea del Sud, Suwon           | 16 - 17 gennaio   | resoconto | [ 1 ]  |
| 2  | Paris Grand Slam          | Francia, Parigi                | 06 - 07 febbraio  | resoconto | [ 2 ]  |
| 3  | Dusseldorf Grand Prix     | Germania, Dusseldorf           | 20 - 21 febbraio  | resoconto | [ 3 ]  |
| 4  | Tunis Grand Prix          | Tunisia, Tunisi                | 07 - 09 marzo     | resoconto | [ 4 ]  |
| 5  | Rio de Janeiro Grand Slam | Brasile, Rio de Janeiro        | 22 - 23 marzo     | resoconto | [ 5 ]  |
| 6  | Moscow Grand Slam         | Russia, Mosca                  | 03 - 04 luglio    | resoconto | [ 6 ]  |
| 7  | World Championships       | Giappone, Tokyo                | 09 - 13 settembre | resoconto | [ 7 ]  |
| 8  | Rotterdam Grand Prix      | Paesi Bassi, Rotterdam         | 16 - 17 ottobre   | resoconto | [ 8 ]  |
| 9  | Abu Dhabi Grand Prix      | Emirati Arabi Uniti, Abu Dhabi | 22 - 24 novembre  | resoconto | [ 9 ]  |
| 10 | Tokyo Grand Slam          | Giappone, Tokyo                | 11 - 13 dicembre  | resoconto | [ 10 ] |
| 11 | Qingdao Grand Prix        | Cina, Qingdao                  | 17 - 18 dicembre  | resoconto | [ 11 ] |